# 부르고뉴 공국
부르고뉴 공국(/ˈbɜːrɡəndi/; 라틴어: Ducatus Burgundiae; 프랑스어: Duché de Bourgogne)은 부르고뉴 공작이 지배하던 영역 내지 그 지배 체제를 말한다. 중세 프랑스 동부의 공국으로 국명은 게르만의 일파인 부르군트족에서 유래한다.
특히 14세기에서 15세기 발루아부르고뉴가 시대에 부르고뉴 공작, 부르고뉴 백작, 플랑드르 백작 등의 동군연합을 마지막으로 오늘날의 프랑스 동부에서 독일 서부에 이르는 거대한 세력을 구축하였으며 영국과 프랑스 사이에 벌어진 백년 전쟁의 승패에도 영향을 미쳤다.

## 명칭
부르고뉴 공국(Duché de Bourgogne 뒤셰 드 부르고뉴) 또는 부르고뉴 국가(État bourguignon 에타 부르기뇽)로도 불린다. 이는 발루아부르고뉴가 시대에 부르고뉴가 중앙 집권적 국가 기구를 갖추기 시작한 데에서 기인한다. 공국은 부르고뉴 공국의 농업 지대, 플랑드르 백국의 헨트와 브뤼허로 상징되는 상공업 지대를 포함한데다가 칙령대(상비군)까지 갖추었다.
각 언어에서 부르고뉴는 다음과 같이 불렸다. 옛 부르군트 왕국의 영역이라는 것에서 유래한 명칭들이다.
- 프랑스어: 부르고뉴(Bourgogne)
- 독일어: 부르군트(Burgund)
- 영어: 버건디(Burgundy)

## 역사

### 초기 역사
부르군트 왕국은 534년 프랑크족의 침입으로 망하고 6세기 말경부터는 프랑크 왕국의 지배를 받았다. 그러나 561년 프랑크 왕 클로타르 1세가 죽자 프랑크 왕국은 메로빙거 왕가 사람들에 의해 분할되었으며 클로타르의 아들인 군트람이 부르군트 왕국을 차지했다. 이 왕국의 영토는 기존 부르군트 왕국의 영토를 그대로 포함했을 뿐만 아니라 프로방스에 있는 아를 주교관구, 알프스 동쪽의 발다오스타, 그리고 프랑스 중북부의 상당한 지역을 포함했다. 이 왕국은 독립된 메로빙거 왕국으로 남아있다가 8세기에 들어와 샤를마뉴의 할아버지인 카를 마르텔에 의해 점령당해 프랑크 오스트라시아의 일부가 되었다.
그 뒤 카롤링거 왕조가 부르고뉴를 여러 지역으로 분할하여 통치했으나 879년에 비엔누아의 통치자인 보소가 오툉에서 지중해에 이르는 부르고뉴 전지역을 복속시키고 자신을 부르고뉴의 왕으로 선포했다. 프랑스를 다스리던 카롤링거 왕족이 그 뒤 손강의 서쪽과 리옹의 북쪽 지역을 그로부터 돌려받았고 독일을 다스리던 카롤링거 왕족은 상부 부르고뉴를 돌려받았다. 그러나 보소와 그의 후계자들은 933년까지 프로방스 왕국(하부 부르고뉴)의 지배권을 유지할 수 있었다.
888년 독일 벨프 가문의 루돌프 1세가 상부 부르고뉴의 왕이 되었는데 당시 이 왕국은 현재의 스위스를 포함하고 있었다. 그의 아들이며 후계자인 루돌프 2세는 931년에 보소의 아들이자 후계자인 맹인왕 루이와 조약을 맺어 손 강 서쪽의 일부 지역을 제외한 전 부르고뉴 지역을 지배하게 되었다. 통일된 상부 부르고뉴와 하부 부르고뉴는 1032년에 독일왕이자 황제인 콘라트 2세에게 넘어갔으며 13세기부터는 아를 왕국으로 알려지게 되었다. 그리고 부르고뉴라는 이름은 시스쥐라 부르고뉴와 부르고뉴 대공작령을 가리키는 말로만 쓰이게 되었다.
부르고뉴 공국은 원 부르고뉴 왕국에서 빠진 손 강 서쪽 지역을 가리키며 프랑스를 지배하던 카롤링거 왕족이 바소로부터 되찾은 지역으로서 그 뒤 프랑스 왕국의 일부가 되었다. 보소의 동생인 리샤르(오툉 공)는 자신의 영향력하에 이 지역의 경영에 힘을 기울였다. 921년에 그를 계승한 그의 아들 라울은 923년에 프랑스 왕으로 선출되었다. 936년 라울이 죽자 카롤링거 계열의 루이 4세이며 프랑크 공인 위그 대왕은 부르고뉴에서 상스, 트루아, 그리고 랑그르 지역을 일시적으로 떼어냈다.
이렇게 하여 10세기에 비해 영토가 더욱 축소된 부르고뉴 공국은 1361년까지 카페 가문의 지배아래 더욱 강성해지게 되었다. 이들은 대외정책으로서 그들의 사촌인 프랑스 국왕들에게 절대 충성하는 것을 제일로 삼았고 내치정책으로서는 공작령의 영토를 늘리고 가신들로부터 충성을 요구했다. 그 결과 부르고뉴는 프랑스 왕실의 제일가는 동맹세력이 되었다.

### 발루아-부르고뉴
1335년 이루어진 두 부르고뉴의 통일은 1361년에 깨어졌다. 1361년 부르고뉴 공작 필리프 1세가 낙마 사고로 후사 없이 죽은 후 1363년 프랑스 왕 장 2세는 부르고뉴 공국을 왕실 직영지로 병합했고, 시스쥐라 부르고뉴(또는 프랑슈콩테)는 플랑드르 독립 영지에 귀속되었다. 장 2세는 이 공국을 1363년 자신의 막내아들인 필리프 2세에게 주었다. 지난 1356년 푸아티에 전투에서 막내 아들이 매우 용감하게 싸운 공로를 치하하기 위하여 왕자령으로 하사한 것이다. 그러나 이는 장 2세의 커다란 실책으로 훗날 왕실과 부르고뉴가 끝임없이 갈등하는 분란의 원인이 되었다.
1369년 필리프 2세는 시스쥐라 부르고뉴의 상속녀인 플랑드르의 마르가레트와 결혼했다. 1384년 장인이 사망하자 필리프 2세는 느베르, 르텔, 아르투아, 플랑드르, 그리고 시스쥐라 부르고뉴(프랑슈콩테)를 상속받았다. 2개의 부르고뉴는 프랑스의 남부 지방을 구성했고 북부 지방은 네덜란드, 뫼즈강 유역, 아르덴까지 확대되었다. 북부 지방은 영토 확장이 계속되어 에노(1428), 브라반트(1430), 뤽상부르(1443) 등이 프랑스 영토로 편입되었다. 그러나 남부 지방은 느베르가 다시 잘려나가고 그 뒤로 점점 더 중요하지 않게 되었다. 부르고뉴에 살았던 필리프 2세는 1390년에 샤롤레 남부 영토를 사들였다.

### 플랑드르 문제
양모 산지인 잉글랜드와 모직물 생산지인 플랑드르 지역 사이에는 상품 경제 관계가 성립되어 있었다. 백년 전쟁에 앞서 잉글랜드 왕 에드워드 3세는 1336년 양모 수출입을 금지했다. 이는 플랑드르 도시의 여러 기간 산업에 큰 타격을 입혔고 야코프 판 아르테벨더에 의한 반란의 원인이 되었다. 프랑스 왕의 봉신인 플랑드르 백작 루이 1세는 프랑스로 망명하였으며 여러 도시들은 잉글랜드를 지지했다. 잉글랜드군은 1338년 플랑드르를 침공하였고 플랑드르는 백년 전쟁 초반의 요지가 된다.
1345년 아르테벨더가 사망하자 루이 1세는 플랑드르로 귀환하지만 이듬해인 1346년 크레시 전투에서 전사한다.

### 카페 왕조의 단절
부르고뉴 공국은 1031년부터 카페가의 방계인 부르고뉴가가 지배하고 있었다. 마지막 당주 필리프 1세가 1361년 요절하자 이곳은 프랑스 국왕의 직할령이 된다.
1363년 프랑스 국왕 현명왕 샤를 5세는 동생 용담공 필리프를 부르고뉴 공작에 봉했다. 한편 플랑드르 백작 루이 2세는 명확히 잉글랜드 편을 들었고, 같은 해 에드워드 3세는 삼남 요크 공 에드먼드와 루이 2세의 유일한 후계자인 마르그리트를 결혼시키려 했다. 샤를 5세는 이를 방해하고 동생인 호담공 필리프와 마르그리트를 결혼시켰다.
1369년 6월 13일 부르고뉴 공 필리프 2세와 부르고뉴 여백작이자 플랑드르 여백작 마르그리트 3세의 결혼으로 광활한 동군 연합이 성립했다.

### 프랑스 왕국 내의 항쟁
백년 전쟁은 교착되었고 1380년 9월 샤를 5세는 죽는다. 11세인 광인왕 샤를 6세가 즉위하면서 호담공 필리프를 비롯한 왕의 숙부들은 1380년 11월 30일 협동 통치 맹약을 맺었다. 샤를 6세가 봤을 때 부왕 샤를 5세의 동생인 앙주 공작 루이는 나폴리 왕위에, 베리 공작 장은 미술품 수집에, 모후 잔 드 부르봉의 오빠 부르봉 공 루이는 마디아 십자군에 관심을 보였기 때문에 호담공 필리프가 프랑스 국정에 영향력을 행사했다.
1385년 장남 장과 바이에른 공작의 셋째 딸 마르그리트, 첫째 딸 마르그리트와 바이에른 공작의 장남 빌헬름 2세를 혼인시켰다(캉브레 이중 결혼).
1388년 샤를 6세는 친정을 시작하고 왕제 오를레앙 공작 루이 등을 중용했기 때문에 호담공 필리프와의 대립이 심화되었다. 그러나 샤를 6세는 1392년 8월 정신장애(유리 망상)로 발작을 일으킨 이후 1400년경까지 통치가 불가능한 상태가 되었다. 국왕의 대변자는 왕비 이자보였고 왕비는 왕제 오를레앙 공작 루이와 애인 관계가 되었기 때문에 오를레앙파가 세력을 키웠다. 그새 1396년 3월 11일에는 파리에서 1426년까지의 전면 정전 협정이 맺어졌고 백년 전쟁은 일시 휴전 상태가 되었다.
1404년 호담공 필리프 2세가 사망하면서 부르고뉴를 계승한 그의 아들 용맹공 장 1세를 중심으로 부르고뉴파가 형성되었다. 1407년 11월 23일 부르고뉴파는 오를레앙 공작 루이를 암살했다. 오를레앙파는 1411년 루이의 아들 샤를을 맹주로 샤를의 장인 아르마냐크 백작 베르나르 7세를 중심으로 한 아르마냐크파로 이름을 바꾸고 나서 무력 행사를 포함한 내란의 양상을 보이기에 이르렀다.

### 백년전쟁의 재개와 정적의 약화
1411년 부르고뉴파가, 1412년 아르마냐크파가 각각 잉글랜드에 증원을 요청했다. 그러나 헨리 4세는 소극적 파병에 그쳤다. 그런데 1413년 3월 20일 헨리 4세 승하 이후 즉위한 야심가 헨리 5세는 1415년 8월 프랑스를 다시 침공한다. 두 파벌이 대립한 채 10월 25일 아쟁쿠르 전투에서 프랑스는 대패했고 오를레앙 공 샤를도 포로가 되었다.
아르마냐크파는 샤를 6세의 왕자들을 비롯한 유력자들을 잃고 약화되었다.
아르마냐크파를 이끌던 왕태자(도팽)는 샤를 왕이 되어 파리에 정부를 세우고 모후 이자보도 추방했다. 용맹공 장은 이자보에게 접근했고 1418년 파리에 입성하여 실권을 가짐과 동시에 친(親)잉글랜드 정책을 취했다. 그러나 잉글랜드의 진격은 계속되었고 1419년 7월 31일 부르고뉴파의 퐁투아즈가 함락되어 파리를 노리는 정세가 되자 용맹공 장은 왕태자 및 아르마냐크파와의 화해를 꾀한다. 같은 해 9월 10일 샤를 왕태자와의 회담에서 용맹공 장은 12년 전의 보복으로 왕세자의 측근 탕기 뒤 샤텔에게 살해당한다(용맹공 장 암살).

### 앵글로-부르기뇽 동맹
1412~35년에 부르고뉴 남쪽 경계지역을 초토화했다. 그렇지만 스위스 용병대들이 1445년까지 부르고뉴를 약탈했다.
23세로 부르고뉴 공위를 계승한 선량공 필리프 3세는 즉시 잉글랜드와 교섭하고 그 해 12월 2일에 여동생 안과 베드퍼드 공 존 오브 랭커스터의 결혼을 포한 '앵글로-부르기뇽 동맹'(잉글랜드-부르고뉴 동맹)을 맺었다.
결과적으로 부르고뉴파는 광인왕 샤를 6세와 왕비 이자보를 거느리고 평화 조약 체결을 추진할 수 있었으며 1420년 5월 21일 트루아 조약으로 결실을 맺었다. 이로써 헨리 5세와 샤를 6세의 공주 캐서린(프랑스어:카트린)이 혼인하고 샤를 왕태자가 폐적(적자로서의 신분을 폐지)되어 샤를 6세의 승하 이후 잉글랜드-프랑스 이중 왕국으로서 두 나라, 두 가문이 통합될 것이었다. 헨리 5세는 1422년 8월 31일에 승하하였고 샤를 6세는 1422년 10월 21일에 승하하면서 생후 9개월인 헨리 6세가 즉위했다. 샤를 왕태자는 트루아 조약을 부정했다.

### 네덜란드 계승 문제
선량공 필리프에게 아르마냐크파 소탕보다 중대한 관심사는 네델란드 승계 문제였다. 1424년 에노 백국, 홀란트 백국, 제일란트 백국의 세 백국을 둘러싸고 그 후계자인 자클린과 전쟁을 벌인다.
1428년 7월 델프트 화약에 의해 선량공 필리프는 그곳의 지배권을 얻었고 1432에 각각의 영지가 필리프에게 귀속되었다.

### 아르마냐크파와의 화해
1428년 10월 잉글랜드군과 부르고뉴군은 아르마냐크파의 거점인 오를레앙을 포위했다(오를레앙 포위전). 그런데 잔 다르크가 샤를 왕태자에 가세하고 어쩔 수 없이 철퇴했다. 태자는 파테 전투에서도 승리하였고 7월에는 염원하던 대관식을 치를 수 있었다. 1430년 5월 콩피에뉴 포위전에서 부르고뉴군의 리니 백작 장 2세가 잔 다르크를 사로잡고 동맹 잉글랜드에게 넘겨주었다. 잔 다르크는 다음해인 1431년 5월에 화형에 처해졌다.
그 해 12월 릴에서 선량공 필리프와 프랑스 왕가는 휴전에 합의하였고 1435년 9월 21일 아라스 조약이 체결되었다. 용맹공 암살에 대한 사과를 비롯하여 부르고뉴 측에 양보한 내용이 담겼다. 앵글로-부르기뇽 동맹으로 바뀌고 "프랑코-부르기뇽 동맹"(프랑스-부르고뉴 동맹)이 맺어져 실제로 지원하는 것 이상으로 국민 감정에 대한 영향이 컸다.

### 문화적 성숙
선량공 필리프는 1419년 본거지를 디종에서 브뤼허로 옮기고 각지에 프린센호프를 지었으며 특히 [[브뤼허]에 즐겨 머물렀다. 궁정이 존재함으로써 예술가들이 파리 등으로 돈을 벌러 갈 필요 없이 브뤼허를 비롯한 각 도시에서의 활동이 가능해졌다. 플란데런 지역은 북방 르네상스의 한 축을 담당하며 유럽 미술에 중요한 역할을 했다.
1430년 1월 10일 선량공과 포르투갈 공주 이자벨과의 혼례를 계기로 황금양모 기사단이 창설되었다. 이는 십자군을 염두에 두고 장려한 의식이 펼쳐졌으며 부르고뉴 귀족의 신분, 지위 및 정체성을 상징했다. 또한 부르고뉴 및 주변국들의 제후를 의례체계에 편입하려는 외교적인 의도가 있었다.

### 부르고뉴 전쟁
1467년 선량공 필리프의 사망 이후 야심가인 샤를 1세가 공위를 계승했다. 용담공 샤를은 세력 확대를 꾀하고 전투를 이어나갔다.

또한 부르고뉴 공국의 왕국 승격과 신성 로마 제국 황제위에 대한 야심에서 1476년 신성 로마 황제 프리드리히 3세의 적자 막시밀리안과 외동딸 마리를 약혼시켰다.

특히 1474년부터는 로트링겐 지방과 스위스 북서부로의 확장을 노리면서 부르고뉴 전쟁을 일으켰으나 1477년 1월 5일 낭시 근교에서 전사하였다.
그러나 그는 생전 프랑스 왕 루이 11세와 끊임없이 충돌했다. 샤를 1세의 목표는 로렌 지방을 합병하여 공국의 남부와 북부를 결합시키는 것이었다. 이러한 노력은 루이 11세의 방해를 받아 좌절되었고 실제로 루이 11세는 샤를을 토벌하기 위해 여러 번 원정전을 벌이고 부르고뉴를 상대로 경제봉쇄령을 내리기도 했다.
1477년 부르고뉴 공작 샤를 1세가 죽자 루이 11세는 부르고뉴의 유일한 상속녀인 마리와 자신의 아들인 도팽 샤를(훗날 샤를 8세)과 혼인을 추진했으나 실패하였다. 상속녀인 부르고뉴의 마리는 오스트리아의 대공인 합스부르크의 막시밀리안(후의 신성 로마 제국 황제)과 결혼했다. 루이 11세는 막시밀리안과 아라스 조약(1482)을 맺고 자신의 아들인 도팽 샤를과 마리의 딸인 마르가레트와 약혼시키며 프랑슈콩테를 할양받았다. 그러나 프랑스 왕에 즉위한 샤를 8세가 1491년에 부르타뉴의 유일한 상속녀 안과 결혼하며 마르가레트와 파혼했다. 샤를 8세는 막시밀리안 1세와 1493년에 상리스 조약을 맺고 이 땅을 다시 오스트리아에 돌려주었다.

### 부르고뉴 계승 전쟁
마리 여공은 각 도시에서 돌진공 샤를에 대한 반발이 분출되어 2월 11일에는 부득이 대특허장을 용인했다. 충신 빌럼 휴고넷 및 샤롤레 백작 흐베이더 판 브리뫼가 처형되었다. 의붓어머니 마거릿과도 떨어져 고립무원이 되었다. 또한 1~6월 사이에 프랑스 왕 루이 11세도 부르고뉴 공령(프랑슈콩테), 에노, 벨기에 근처의 피카르디와 아르투아를 점거했다.
한편 마리는 약혼자 막시밀리안에게 약혼 이행을 요구했고 두 사람은 8월에 결혼했다. 1479년 8월 7일 막시밀리안은 긴가트 전투에서 프랑스군을 격퇴하고 안정적인 통치를 하는 듯 했다.
그러나 1482년 3월 마리는 낙마 사고로 급사했고 프랑스 왕의 선동도 맞물려 다시 반란이 일어났고 12월 체결된 아라스 조약에 따라서 프랑스 측에 어쩔 수 없이 양보할 수밖에 없었다. 적남 미남공 필리프의 섭정 지위를 사실상 박탈당하면서도 막시밀리안은 싸움을 계속하게 되었다.

### 종언
1483년부터 반격을 개시해 잇달아 각 도시를 점령한 막시밀리안은 1485년 7월 헨트에 입성한다. 프랑스군과 반란군을 추방이나 사형에 처하면서 대특허장에 의한 특권도 박탈했고 플랑드르 시민을 명령에 따르게 했다.
마리와 막시밀리안의 손자 신성 로마 황제 카를 5세 대에 이르러 이탈리아 방면에서의 권익을 대가로 부르고뉴 공령도 프랑스에 귀속되었다(귀부인의 화약).

### 이후
이후 이 지역은 16세기에는 종교전쟁에 의해 황폐해졌다. 도시들은 성채화되었고 용병들이 이 지역에 모여들었다. 공작령은 30년전쟁 때에 또 다시 초토화되었다. 1650년에 콩데 대공이 주도한 2차 프롱드의 난에도 많이 파괴되었다. 1678년 프랑스가 부르고뉴를 합병할 때까지 이 지역에는 평화와 안전이 보장되지 않았다. 1631~89년 공작령은 콩데 공들이 통치했다. 프랑스 혁명이 벌어지면서 부르고뉴 지방은 사라지고 코트도르·손에루아르·욘 등 3개 주로 재편성되었다.

## 같이 보기
- 부르고뉴령 네덜란드
- 부르고뉴
- 부르고뉴 공작
- 부르고뉴 왕국 (534-843), 부르군트 왕국에서 나온 프랑크계 왕국 ;
- 부르고뉴 백국 (986-1790), 프랑스 프랑슈콩테 지역의 옛 지방 ;